# Герасимовка (Белгородская область)
Герасимовка — село в Валуйском районе Белгородской области России, административный центр Герасимовского сельского поселения.

## География
Село расположено в юго-восточной части Белгородской области, на левом берегу реки Уразовки, бассейн Оскола, близ границы с Украиной, в 11 км по прямой к югу от районного центра, города Валуек.

## История
Первое упоминание о селе Герасимовка и прилегающих хуторах относится к 1858 году. Село Герасимовка (первоначальное название – слобода Герасименкова) свое название получила от имени Василия Герасименко – крестьянина, переселенца  из поселка Уразово.
В 1859 году — Валуйского уезда «хутор казенный Герасименков при речке Уразовой» «по большому проселочному тракту из города Валуек в город Купянск».
В 1900 году на речке Уразовой, неподалеку от ее впадения в Оскол, — слобода Герасименкова (Герасимова) с хуторами Шведуновка, Долгий, Конотоп и Поярков, общий земельный надел — 16330,8 десятины, в слободе — церковь, два общественных здания, церковно-приходская школа, три мелочных и винная лавки.
В 1924 году в Герасимовке наблюдался подъем национального украинского движения. 187 жителей Герасимовки подавляющим большинством проголосовали за присоединение их села и Уразовской волости к Украине.
С июля 1928 года слобода Герасимовка — центр Герасимовского сельсовета (слобода, два хутора и выселки Зеленый луг) в Уразовском районе.
После декабря 1962 года село Герасимовка — центр Герасимовского сельсовета (село, поселок и 2 хутора) в Валуйском районе.
В 1997 году село Герасимовка — центр Герасимовского сельского округа (село, 2 хутора) в Валуйском районе.

## Население
В 1859 году на хуторе Герасименкове — 100 дворов, 785 жителей (375 мужского и 410 женского пола).
В 1900 году в слободе Герасименкове — 155 дворов, 915 жителей (476 мужского и 439 женского пола).
В 1931 году в слободе Герасимовке учтено 1517 жителей.
На 17 января 1979 года в Герасимовке — 797 жителей, на 12 января 1989 года — 809 (358 мужчин, 451 женщина).
В 1997 году в Герасимовке насчитали 295 домовладений, 798 жителей.
| 1859 | 1897  | 2002 | 2010 |
| ---- | ----- | ---- | ---- |
| 785  | ↗1110 | ↘835 | ↘686 |

## Инфраструктура
По состоянию на начало 1990-х годов Герасимовка оставалась центром колхоза «Октябрьский луч» (в 1992 году — 294 колхозника), позже — АОЗТ «Луч», производящего зерновые; в Герасимовке — Дом культуры, школа.
В 1947 году в Герасимовке открыли избу-читальню (170 книг). Собрав книги по селу и соседним хуторам, довели их численность до 400, а к концу 1989 года книжный фонд Герасимовской библиотеки составил почти 13 тысяч экземпляров.

## Нож из Герасимовки
В Белгородском краеведческом музее выставлен биметаллический нож, обнаруженный в окрестностях Герасимовки и датируемый XXIII в. до н. э. (катакомбная культура). Лезвие содержит около 5%  кричного железа и могло быть привезено с Кавказа. По некоторым сведениям, это древнейший предмет из железа, найденный на территории Европы.